# Lista das canções mais executadas no Brasil em 1999
Esta lista contém as cem canções mais executadas nas rádios brasileiras no ano de 1999. A lista foi publicada pela empresa Crowley Broadcast Analysis, que recolheu os dados e divulgou as faixas, de repertório nacional e internacional, mais executadas nas estações de rádio de dez capitais brasileiras durante o ano de 1999, no período de 1º de janeiro até 31 de dezembro.

## Lista

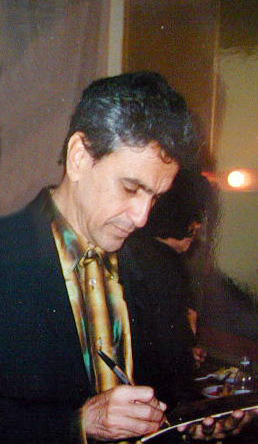
"Sozinho", de Caetano Veloso (na imagem), terminou como a canção mais tocada do ano nas rádios brasileiras, somando um total de 9.903 execuções.

| Posição | Canção                             | Artista(s)                                        |
| ------- | ---------------------------------- | ------------------------------------------------- |
| 1       | "Sozinho"                          | Caetano Veloso                                    |
| 2       | "Nunca Vou Deixar Você"            | Karametade                                        |
| 3       | "I Want It That Way"               | Backstreet Boys                                   |
| 4       | "Mina de Fé"                       | Os Morenos                                        |
| 5       | "Deus Me Livre"                    | Raça Negra                                        |
| 6       | "Quando a Gente Ama"               | Os Travessos                                      |
| 7       | "Bem Querer"                       | Maurício Manieri                                  |
| 8       | "Sai da Minha Aba"                 | Só Pra Contrariar                                 |
| 9       | "O Vento"                          | Jota Quest                                        |
| 10      | "Tô Fazendo Falta"                 | Joanna                                            |
| 11      | "Pare"                             | Zezé Di Camargo & Luciano                         |
| 12      | "Interfone"                        | Só Pra Contrariar                                 |
| 13      | "Xereta"                           | Claudinho & Buchecha                              |
| 14      | "Indecisão"                        | Netinho                                           |
| 15      | "Dois Corações e Uma História"     | Zezé Di Camargo & Luciano                         |
| 16      | "120... 150... 200 Km por Hora"    | Leonardo                                          |
| 17      | "Machuca Demais"                   | Só Pra Contrariar                                 |
| 18      | "Imortal"                          | Sandy & Junior                                    |
| 19      | "Mentira que Virou Paixão"         | Leonardo                                          |
| 20      | "Não Foi à Toa"                    | Soweto                                            |
| 21      | "Muleca"                           | Rick & Renner                                     |
| 22      | "Minha Razão de Viver"             | Ara Ketu                                          |
| 23      | "Meu Casamento"                    | Kiloucura                                         |
| 24      | "Amanhã"                           | Roberta Miranda (participação de Reginaldo Rossi) |
| 25      | "Me Apaixonei Pela Pessoa Errada"  | Exaltasamba                                       |
| 26      | "Como Se Fosse a Primeira Vez"     | Paulo Ricardo                                     |
| 27      | "Vai Dar Samba"                    | Daniel                                            |
| 28      | "Farol das Estrelas"               | Soweto                                            |
| 29      | "Cara de Pau"                      | Rick & Renner                                     |
| 30      | "É o Tchan na Selva"               | É o Tchan!                                        |
| 31      | "Dandá"                            | Karametade                                        |
| 32      | "Pela Vida Inteira"                | Kiloucura                                         |
| 33      | "Mel na Minha Boca                 | Karametade                                        |
| 34      | "A Dança do Pinto"                 | Raça Pura                                         |
| 35      | "De Ladinho"                       | Banda Eva                                         |
| 36      | "Declaração de Amor"               | Daniel                                            |
| 37      | "Dois Amigos"                      | Julio Iglesias                                    |
| 38      | "Mais uma Vez"                     | Pepê & Neném                                      |
| 39      | "Sai da Frente"                    | Art Popular                                       |
| 40      | "Será que Foi Saudade"             | Zezé Di Camargo & Luciano                         |
| 41      | "Tá Tudo Bem"                      | Ivete Sangalo                                     |
| 42      | "Garçom"                           | Reginaldo Rossi                                   |
| 43      | "Pra Falar a Verdade"              | Daniel                                            |
| 44      | "Lambatchan"                       | É o Tchan!                                        |
| 45      | "Que País é Este"                  | Os Paralamas do Sucesso                           |
| 46      | "Pior é Te Perder"                 | Zezé Di Camargo & Luciano                         |
| 47      | "You'll Be in My Heart"            | Phil Collins                                      |
| 48      | "Rala no Pezinho"                  | Patrulha do Samba                                 |
| 49      | "Laço Aberto"                      | Ataíde & Alexandre                                |
| 50      | "Mil Corações"                     | Gian & Giovani                                    |
| 51      | "Sonho Lindo"                      | Paulo Ricardo                                     |
| 52      | "Bem Maior"                        | Roupa Nova                                        |
| 53      | "Minha Menina"                     | Mauricio Manieri                                  |
| 54      | "Tu Mandas no Meu Coração"         | Os Travessos                                      |
| 55      | "Eu Também Quero Beijar"           | Cidade Negra                                      |
| 56      | "Coração Vazio"                    | Chitãozinho & Xororó                              |
| 57      | "Anna Júlia"                       | Los Hermanos                                      |
| 58      | "Simpatia"                         | Cheiro de Amor                                    |
| 59      | "Fácil"                            | Jota Quest                                        |
| 60      | "Juliana"                          | Raça Pura                                         |
| 61      | "Mania de Você"                    | Pepê & Neném                                      |
| 62      | "Corazón Partío"                   | Alejandro Sanz                                    |
| 63      | "Fissuras de um Casal"             | Bala, Bombom e Chocolate                          |
| 64      | "Uh! Tiazinha"                     | Tiazinha (participação de Vinny)                  |
| 65      | "Hoje a Noite Não Tem Luar"        | Legião Urbana                                     |
| 66      | "She's All I Ever Had"             | Ricky Martin                                      |
| 67      | "No Ponto"                         | Terra Samba                                       |
| 68      | "Te Encontrar de Novo"             | Vinny                                             |
| 69      | "Te Perdi"                         | Chris Durán                                       |
| 70      | "Samba-Rock do Molejão"            | Molejo                                            |
| 71      | "Mambo No. 5 (A Little Bit of...)" | Lou Bega                                          |
| 72      | "Dança do Vampiro"                 | Asa de Águia                                      |
| 73      | "Minha Deusa"                      | Katinguelê                                        |
| 74      | "Immortality"                      | Céline Dion (participação de Bee Gees)            |
| 75      | "Mano"                             | Leonardo                                          |
| 76      | "Mal Acostumado"                   | Ara Ketu                                          |
| 77      | "Quando Você Me Beija"             | Art Popular                                       |
| 78      | "A Mais Pedida"                    | Raimundos                                         |
| 79      | "Frio da Madrugada"                | Rionegro & Solimões                               |
| 80      | "To Love You More"                 | Céline Dion                                       |
| 81      | "Raimunda"                         | Gang do Samba                                     |
| 82      | "Sempre Assim"                     | Jota Quest                                        |
| 83      | "E Aí"                             | Swing & Simpatia                                  |
| 84      | "Boto pra Remexer"                 | Leonardo                                          |
| 85      | "No Fundo do Coração"              | Sandy & Junior                                    |
| 86      | "Peraê"                            | Banda Beijo                                       |
| 87      | "Eu Não Vou"                       | Fat Family                                        |
| 88      | "Faça o que Eu Digo"               | Negritude Júnior                                  |
| 89      | "Bate o Pé"                        | Rionegro & Solimões                               |
| 90      | "Banho de Chuveiro"                | Terra Samba                                       |
| 91      | "Sailing"                          | 'N Sync                                           |
| 92      | "A Próxima Vítima"                 | Wando                                             |
| 93      | "Canibal"                          | Ivete Sangalo                                     |
| 94      | "O Vira de Jesus"                  | Padre Marcelo Rossi                               |
| 95      | "Maçã do Amor"                     | Soweto                                            |
| 96      | "Vida Vazia"                       | Bruno & Marrone                                   |
| 97      | "Ela é Demais"                     | Rick & Renner                                     |
| 98      | "Na Hora de Amar"                  | Cleiton & Camargo                                 |
| 99      | "Mulher de Fases"                  | Raimundos                                         |
| 100     | "Swing de Rua"                     | Patrulha do Samba                                 |